# جاستین چیمبرز
جاستین چیمبرز (به انگلیسی: Justin W. Chambers) (زادهٔ ۱۱ ژوئیه ۱۹۷۰) بازیگر آمریکایی است. وی بیشتر به خاطر حضور در فیلم‌های برنامه‌ریز عروسی، لیک‌ویو تراس، زودیاک و تفنگدار مشهور است. او همچنین در سریال آناتومی گری ایفاگر نقش الکس کارو بوده است.